# Peter Philipp
Peter Philipp (* 16. Juli 1971 in Düsseldorf; † 6. Februar 2014 ebenda) war ein deutscher Schriftsteller und Kabarettist.

## Leben und Werk
Peter Philipp wurde 1971 in Düsseldorf geboren. Dort studierte er von 1992 bis 2000 Germanistik und Philosophie an der Heinrich-Heine-Universität. Er veröffentlichte mehrere Bücher und gründete das kabarettistische Vokalensemble „Waschkraft“, als dessen Cheftexter, Bassist, Sänger und Conférencier er seit 2000 fungierte.
1998 erschien der Band Logisch-philosophische Untersuchungen im Verlag Walter de Gruyter. Im Jahr 2000 veröffentlichte er seinen ersten Lyrik-Band im Grupello Verlag in Düsseldorf. 2003 folgte der Gedichtband Die Flötentöne. 2004 erhielt er den Förderpreis für Literatur der Landeshauptstadt Düsseldorf. 
Peter Philipp lebte als freier Autor in Düsseldorf, er verfasste Lyrik und Prosa. Philipp verstarb am 6. Februar 2014 im Alter von 42 Jahren in seiner Heimatstadt.

## Auszeichnungen
- 2004: Förderpreis für Literatur der Landeshauptstadt Düsseldorf[4]
- 2006: 6. Schwelmer Kleinkunstpreis
- 2006: RP-Kleinkunstpreis „Goldener Xaver“
- 2007: Kleinkunstpreis „St. Ingberter Pfanne“
- 2008: Herborner Schlumpeweck
- 2009: Kleinkunstpreis der Eifel-Kulturtage „Goldene Berta 2009“

## Werke
- mit George Khoury (Hrsg.): Fatimas Träume: Deutsche-Welle-Literaturwettbewerb für die arabischsprachige Welt. Neuer Malik-Verlag, Kiel, 1994, ISBN 3-89029-087-6.
- Logisch-philosophische Untersuchungen. de Gruyter, Berlin / New York 1998, ISBN 3-11-016262-8.
- mit Berit Spandern (Illustrationen): Kleine Automatenhunde. Gedichte. Grupello, Düsseldorf, 2000, ISBN 3-933749-47-6.
- Nils Kristiansen (Illustrationen): Die Flötentöne – Ein Lehrgang in 12 Schritten. Gedichte. Grupello, Düsseldorf, 2003, ISBN 3-933749-95-6.

## Beiträge in Anthologien
- John Linthicum zugewandt. Eine Erinnerung. Grupello, Düsseldorf, 2003 (ohne ISBN).
- Nix verraten dich, Grupello! 15 Jahre Grupello Verlag. Eine Festschrift, Grupello, Düsseldorf, 2005, ISBN 978-3-89978-051-2.
- M8worte. Mit Autorengruppe M8worte, Droste, Düsseldorf 2005, ISBN 978-3-770-01220-6.
- Feinschmecker und Zeitschmecker. Mit Autorengruppe M8worte, Droste, Düsseldorf 2006, ISBN 978-3-7700-1259-6.

## Diskografie
- Waschblatt, 2003
- Cocktail Scheisse Katze, 2008
- Feine Stücke, 2009